# Magyar Összefogás Koalíció
A Magyar Összefogás Koalíció (szerbül Коалиција Мађарска слога / Koalicija Mađarska sloga) a 2007-es szerbiai parlamenti választásokon indult egyik választási koalíció volt. A szavazatok 0,32%-át szerezte meg, és így nem szerzett mandátumot a szerb törvényhozásban. A szövetséget a Vajdasági Magyarok Demokratikus Közössége és a Vajdasági Magyar Demokrata Párt hozta létre. Előbbit Páll Sándor, utóbbit Ágoston András vezeti.